# Reinhard Dietrich (Jurist)

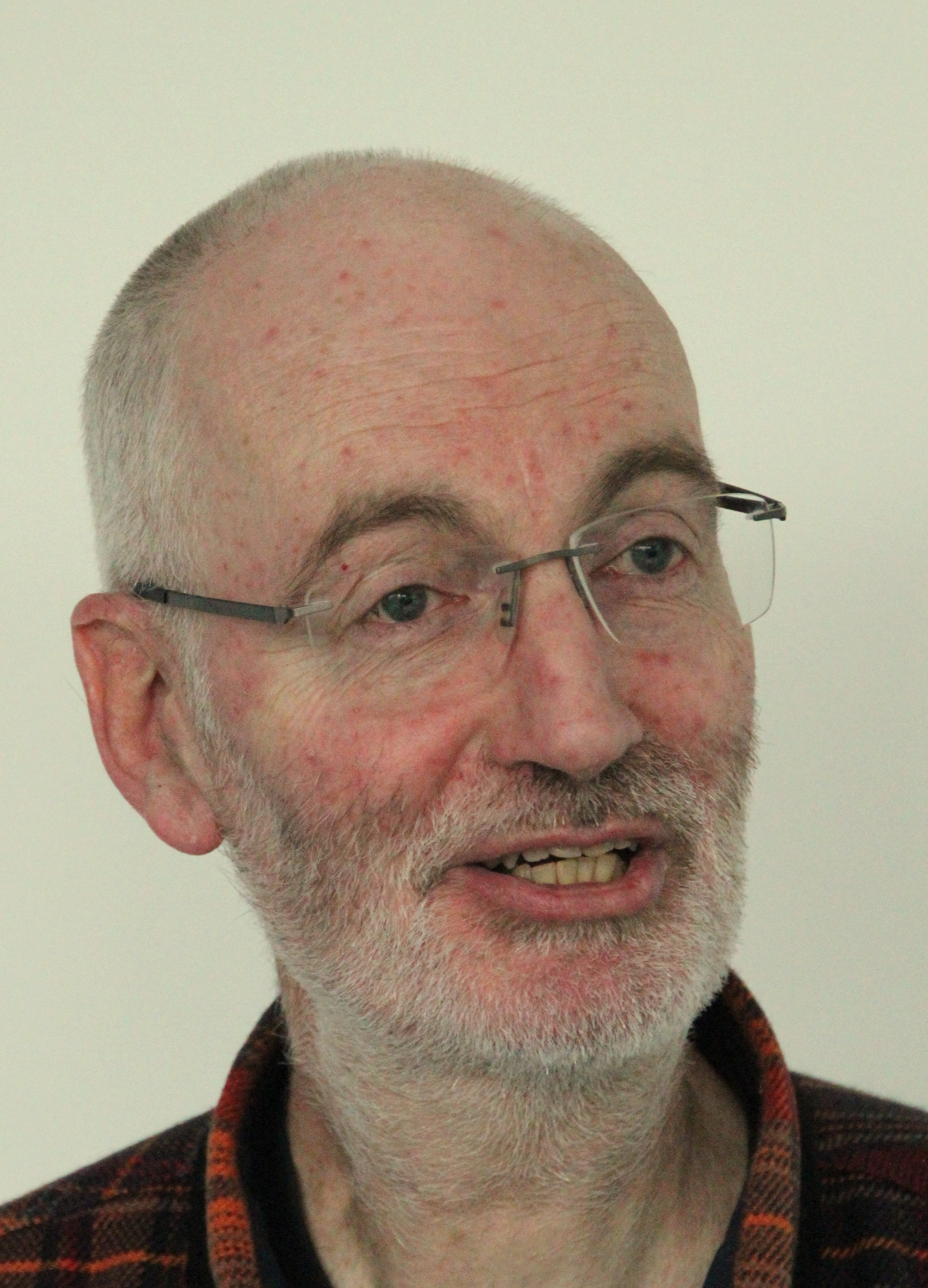
Reinhard Dietrich (2019)

Reinhard Gernot Dietrich (* 16. April 1957 in Langen) ist ein deutscher Jurist und Historiker.

## Ausbildung
Er ging in Hanau zur Schule und besuchte dort die Hohe Landesschule. Nach dem Grundwehrdienst 1976/1977 studierte er ab 1978 Rechtswissenschaft an der Johann Wolfgang Goethe-Universität Frankfurt am Main mit einem Schwerpunkt in Rechtsgeschichte; parallel dazu studierte er 1981 und 1982 auch Ur- und Frühgeschichte sowie Ethnologie.
1983 legte er das erste und 1986 das zweite juristische Staatsexamen ab. In dem dazwischen liegenden Referendariat absolvierte er unter anderem Ausbildungsstationen am Amts- und am Landgericht Hanau, in einer Anwaltskanzlei in Frankfurt am Main, in der Hochschule für Verwaltungswissenschaften Speyer und an der Deutsch-Australischen Industrie- und Handelskammer in Sydney.

## Berufliche Tätigkeit
Ab 1980 war er in einer Arbeitsgruppe des Hanauer Geschichtsvereins in der regionalen Bodendenkmalpflege aktiv, an archäologischen Rettungsgrabungen beteiligt und publizierte dazu. Weiter war er seit 1981 freier Mitarbeiter der lokalen Presse zu archäologischen, historischen und denkmalpflegerischen Themen.
1986 trat er eine Stelle als wissenschaftlicher Mitarbeiter bei Gerhard Dilcher am Institut für deutsche Rechtsgeschichte der Johann Wolfgang Goethe-Universität Frankfurt an und begann mit einer Dissertation zur Verfassungsgeschichte der Grafschaft Hanau-Münzenberg.
1990 wechselte er zum Hessischen Ministerium für Wissenschaft und Kunst und leitete dort zunächst das Referat Baudenkmalpflege, ab 1991 zusätzlich Bodendenkmalpflege. Weitere Aufgabenfelder traten im Laufe der Jahre hinzu, so ab 1995 die des Justiziars der Kulturabteilung des Ministeriums. Ab 1999 bis 2004 war er auch für das Archivwesen zuständig. Er war im Ministerium für die Anmeldung und die anschließende Betreuung der Welterbestätten in Hessen zuständig, begleitete seitens des Ministeriums die Einschreibungsverfahren für die Grube Messel, den Obergermanisch-Raetischen Limes und den Bergpark Wilhelmshöhe in Kassel. Seit der Gründung der Deutschen Limeskommission 2003 bis zu seinem Ausscheiden aus dem Hessischen Ministerium für Wissenschaft Anfang 2016 nahm er einen der beiden Sitze ein, die in der Kommission dem Land Hessen zustehen. Weiter vertrat er das Ministerium im Unterausschuss Denkmalpflege der Kultusministerkonferenz.
2006 bis 2007 tauschte er im Rahmen einer „Rotation“, eines befristeten Arbeitsplatztausches, mit einem Kollegen im Eisenbahn-Bundesamt, Außenstelle Frankfurt am Main, die Schreibtische. Von dort kehrte er 2008 in die alte Funktion im Ministerium zurück. Die Arbeiten zur letzten Novellierung des Hessischen Denkmalschutzgesetzes hat er wesentlich mitgestaltet, ebenso hat er an der Novellierung des deutschen Kulturgutschutzrechts mitgewirkt, die im Erlass des Kulturgutschutzgesetzes 2016 mündete.
Zeitweise gehörte er dem Vorstand der Deutschen Gesellschaft für Ur- und Frühgeschichte (DGUF) an. Seit 1996 ist er wissenschaftliches Mitglied in der Historischen Kommission für Hessen und seit 2001 der Historischen Kommission für Nassau.

## Privat
Reinhard Dietrich lebt in Worms und ist mit Ferdinand Werner verheiratet.

## Veröffentlichungen (Auswahl)
nach Erscheinungsjahr geordnet 

### Monografien
- Die Landesverfassung in dem Hanauischen. Die Stellung der Herren und Grafen in Hanau-Münzenberg aufgrund der archivalischen Quellen (= Hanauer Geschichtsblätter; Bd. 34). Hanauer Geschichtsverein, Hanau 1996, ISBN 3-9801933-6-5.
- [Mitautor]: Die Albanischen Eisenbahnen – Ein Statusbericht vom Herbst 1996 (= Eisenbahnen und Museen, Bd. 44), Werl 1998.
- Zusammen mit Simone Heider-Geiß: Die evangelische Marienkirche Hanau. Kassel 2001.
- Reinhard Dietrich, Walter Rothschild: Heiliger Sand. Historischer Friedhof der Jüdischen Gemeinde in Worms. Wernersche Verlagsgesellschaft, Worms 2019, ISBN 978-3-88462-392-3.
- Walter Rothschild, Reinhard Dietrich: Heiliger Sand. Historic Jewish Cemetery in Worms. Wernersche Verlagsgesellschaft, Worms 2019, ISBN 978-3-88462-391-6.
- Man soll die Bahn nicht vor der Ankunft loben. Wernersche Verlagsgesellschaft, Worms 2024. ISBN 978-3-88462-419-7

### Aufsätze
- Die Wasserleitungen am Kinzigheimer Hof und bei Marköbel. In: Hanauer Geschichtsblätter 29 (1985), S. 289–298.
- Vorbericht zu den Notbergungen am Kinzdorfer Tor der Hanauer Altstadt. In: Hanauer Geschichtsblätter 29 (1985), S. 331–339.
- Ein Friedhof aus der Belagerungszeit Hanaus 1635/36. In: Hanauer Geschichtsblätter 29 (1985), S. 341–349.
- Zusammen mit W. Birkenstock: Die kurhessische Verfassung von 1831. In: Hanauer Geschichtsblätter 29 (1985), S. 431–462.
- Tontrichter der vorrömischen Eisenzeit. In: Hanauer Geschichtsblätter 30 (1988), S. 65–92.
- Archäologische Untersuchungen in der Andreaskapelle des Klosters Schlüchtern. In: Hanauer Geschichtsblätter 30 (1988), S. 327–334.
- Produktionsabfälle der Hanauer Fayence-Manufaktur – ein Bodenfund. In: Hanauer Geschichtsblätter 30 (1988), S. 335–346.
- (Hrsg.): A. Becker: Ursprung und Entwicklung der Hanauer Ganggerichte – ergänzt durch einen Urkundenanhang. In: Hanauer Geschichtsblätter 30 (1988), S. 405–444.
- (Hrsg.): Walter Bernges: Die Hanauer Industriebahn. In: Neues Magazin für Hanauische Geschichte 9, 2 (1988), S. 144–148.
- Konrad von Hanau. In: Neues Magazin für Hanauische Geschichte 9,4 (1990), S. 326.
- Denkmalschutz und Ordnungswidrigkeit. In: Hessische Polizeirundschau 2 (1992), S. 14–16.
- Die Abdankung Ulrichs V. von Hanau – Ursachen und Folgen. In: Hanauer Geschichtsblätter 31 (1993), S. 7–33.
- „… wegen geführten großen Staats, aber schlechter Zahlung der Schulden …“ – Zur finanziellen Lage der Grafschaft Hanau im 17. Jahrhundert. In: Hanauer Geschichtsblätter 31 (1993), S. 123–147.
- Hanauer Deduktionsschriften. In: Hanauer Geschichtsblätter 31 (1993), S. 149–175.
- Unerlaubte Grabungen – Fragen des Fundverbleibes. In: Hessische Polizeirundschau 22 (1995), H. 1, S. 17–19.
- Welterbe Grube Messel. In: Denkmalpflege in Hessen 1&2/1995, S. 30 f.
- Hekurudhe e Shqiperise (HSH) – Albanien per Bahn. In: Fern-Express 1/97 (1997), S. 32–44.
- Mehr als nur Kunst: Geschichte. Gegen die Vernachlässigung des Historischen in der Denkmalpflege. In: Denkmalpflege und Kulturgeschichte 1/1998, S. 43–46.
- Universitäre Ausbildung und Berufseinsatz in der Bodendenkmalpflege. Anmerkungen aus Sicht der Kulturverwaltung. In: Archäologisches Nachrichtenblatt 4 (1999) 2, S. 178–182.
- Railways as World Heritage Sites. In: Denkmalschutz Informationen 2/2000, S. 95 f.
- Zusammen mit Friedrich Battenberg: Kommunale Archivpflege in Hessen. In: Hessische Städte- und Gemeinde-Zeitung 2000, S. 461 ff.
- Beim Pflügen einen Schatz erwischt. Mit Bodenfunden richtig umgehen. In: dlz agrarmagazin 2/2001, S. 172 ff.
- Zusammen mit Friedrich Battenberg: Kommunale Archivpflege in Hessen. In: Informationen. Hessischer Städtetag 1/2001, S. 6–9.
- Legalität internationaler Kulturgutschieberei – Bodenfunde auf dem Frankfurter Flughafen. In: Archäologisches Nachrichtenblatt 7 (2002) 3, S. 210–217.
  - Cultural Property on the Move – Legally, Illegally. In: Cultural Property II (2002) # 2, S. 294 ff.
- Das Bodendenkmal im Hessischen Denkmalschutzgesetz. In: Denkmalpflege und Kulturgeschichte 3/2004, S. 8 f.
- Archäologischer Kulturgutschutz. In: Archäologische Informationen 27/2 (2005), S. 265–268.
- Eisenbahn in Hessen. Kulturdenkmäler in Hessen. Denkmaltopographie Bundesrepublik Deutschland. [Rezension]. In:
  - Bahn-Report 2/2006, S. 80.
  - Kunst Chronik 7 (2006), S. 345–349.
  - Allerhöchste Eisenbahn. In: Archiv für hessische Geschichte und Landeskunde 64 (2006), S. 319–336;
  - Neues Magazin für Hanauische Geschichte 2006, S. 205–208.
- Anfang und Ende von Eisenbahninfrastruktur. In: Deutsches Verwaltungsblatt 2007, S. 657–664.
- Antiken, Markt und Recht. In: Kunstrechtsspiegel 04/2008, S. 174–181.
- [Rezension zu] Andreas Hedwig (Hrsg.): „Auf eisernen Schienen, so schnell wie der Blitz“. Regionale und überregionale Aspekte der Eisenbahngeschichte (= Schriften des hessischen Staatsarchivs Marburg, Bd. 19), Marburg 2008. In: Archiv für hessische Geschichte 66 (2008), S. 471–473.
- Münzen, Markt und Mythen. In: Kunstrechtsspiegel 01/2010, S. 29–39.
- Konrad Rossbach – Ein Baumeister der Renaissance in Hanau? In: Neues Magazin für Hanauische Geschichte 2011, S. 3–7.
- Nicht die Toten, sondern die Lebenden. Menschliche Überreste als Bodenfunde. Internetveröffentlichung aus Archäologische Informationen 2014.
- Hanauer Bastarde. In: Neues Magazin für Hanauische Geschichte 2015, S. 24–34.
- Zusammen mit Ferdinand Werner: Ein neues Bild vom alten Bahnhof. In: Der Wormsgau 33 (2017), 2018, S. 105–110.
- Eine Eisenbahn wird eröffnet. In: Der Wormsgau 33 (2017), 2018, S. 111–126.
- Der Dackel am Dom. In: Der Wormsgau 39 (2024), S. 127f.
- zusammen mit Ferdinand Werner: Karl Hofmann – nicht nur in Worms. In: Der Wormsgau 39 (2024), S. 97–126